# Orlik pospolity
Orlik pospolity (Aquilegia vulgaris L.) – gatunek rośliny z rodziny jaskrowatych. Pochodzi z Europy i z Afryki Północnej. Rośnie zwykle na terenach podgórskich i górskich, w Alpach sięgając po piętro subalpejskie. W Dolnej Engadynie dochodzi wyjątkowo do wysokości 2150 m n.p.m.
Występuje również w stanie dzikim w Polsce, jest niezbyt pospolity. Rośnie na rozproszonych stanowiskach zarówno na niżu, jak i w górach, najwyżej sięga w Tatrach. Pochodzi też od niego wiele mieszańców uprawianych jako rośliny ozdobne.

## Morfologia
ŁodygaZwykle rozgałęziona, osiąga wysokość do 1 m, przy czym najczęściej od 30 do 60 cm. Owłosiona, czasem gruczołowato, o skąpym ulistnieniu. Pod ziemią roślina posiada krótkie i grube kłącze.
LiściePodwójnie trójsieczne, odziomkowe na długich ogonkach lub trójwrębne, brzegiem karbowane, od spodu sinawe. Liście łodygowe mniejsze, o krótkich ogonkach, słabo wcinane.
KwiatyFioletowe (bardzo rzadko w naturze białe lub różowe – oddzielne podgatunki), osadzone są na długich szypułkach, z właściwą dla orlików hakowato zagiętą ostrogą. Okwiat złożony z pięciu części bezostrogowych i pięciu zaopatrzonych w ostrogi. Części kielicha długości do 2,5 cm, szybko opadają. Płatki korony długości do 3 cm. Wewnątrz kwiatu 5–6 owłosionych słupków i liczne, również owłosione pręciki.
OwocMający długość ok. 3 cm mieszek z dzióbkiem, zawierający czarne i lśniące nasiona.

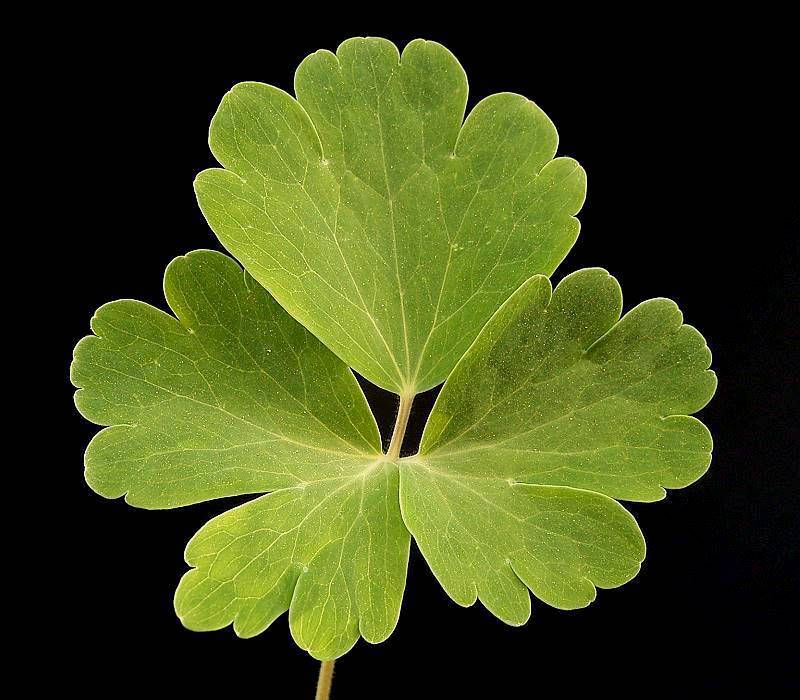
Liść
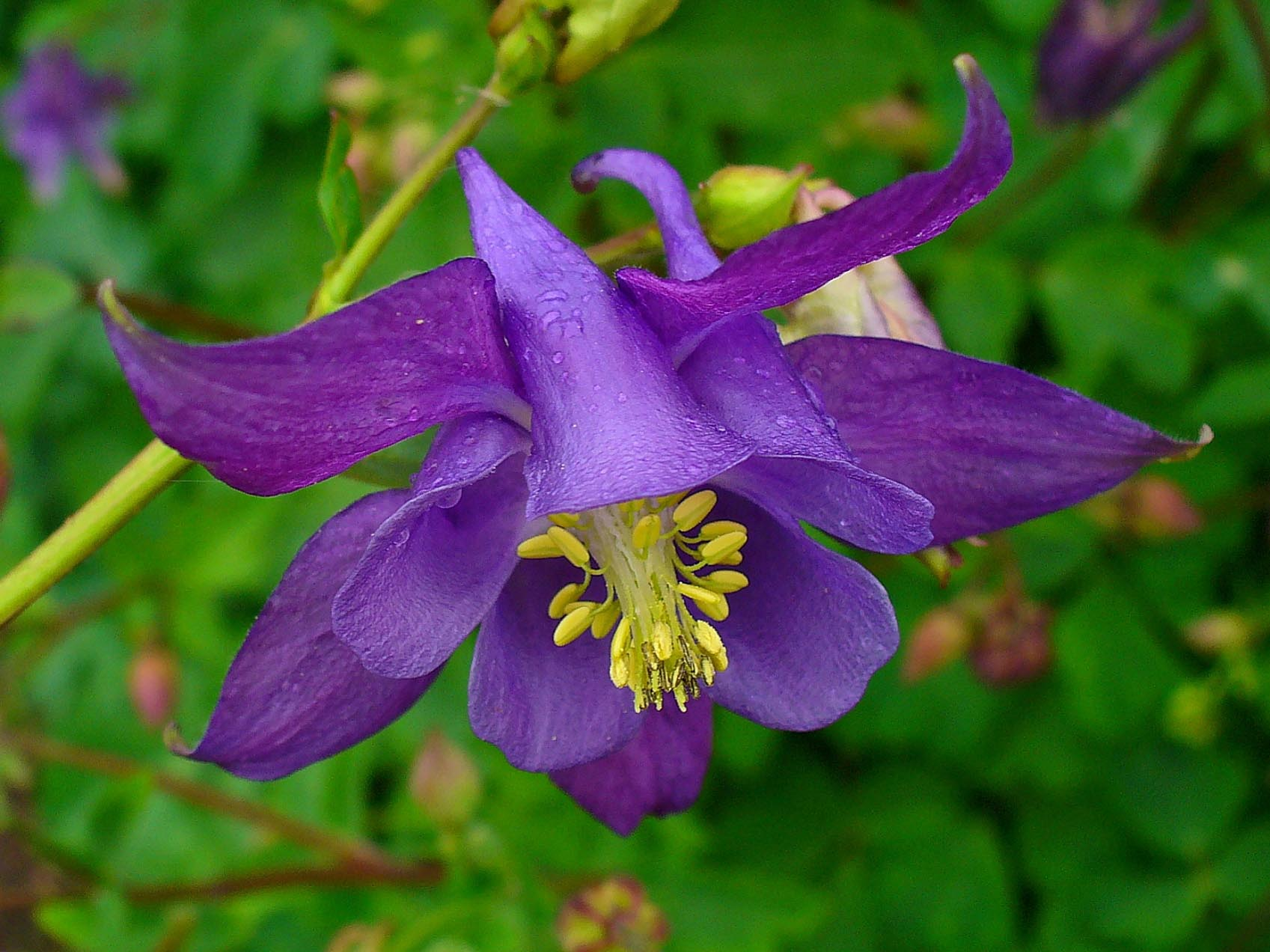
Kwiat
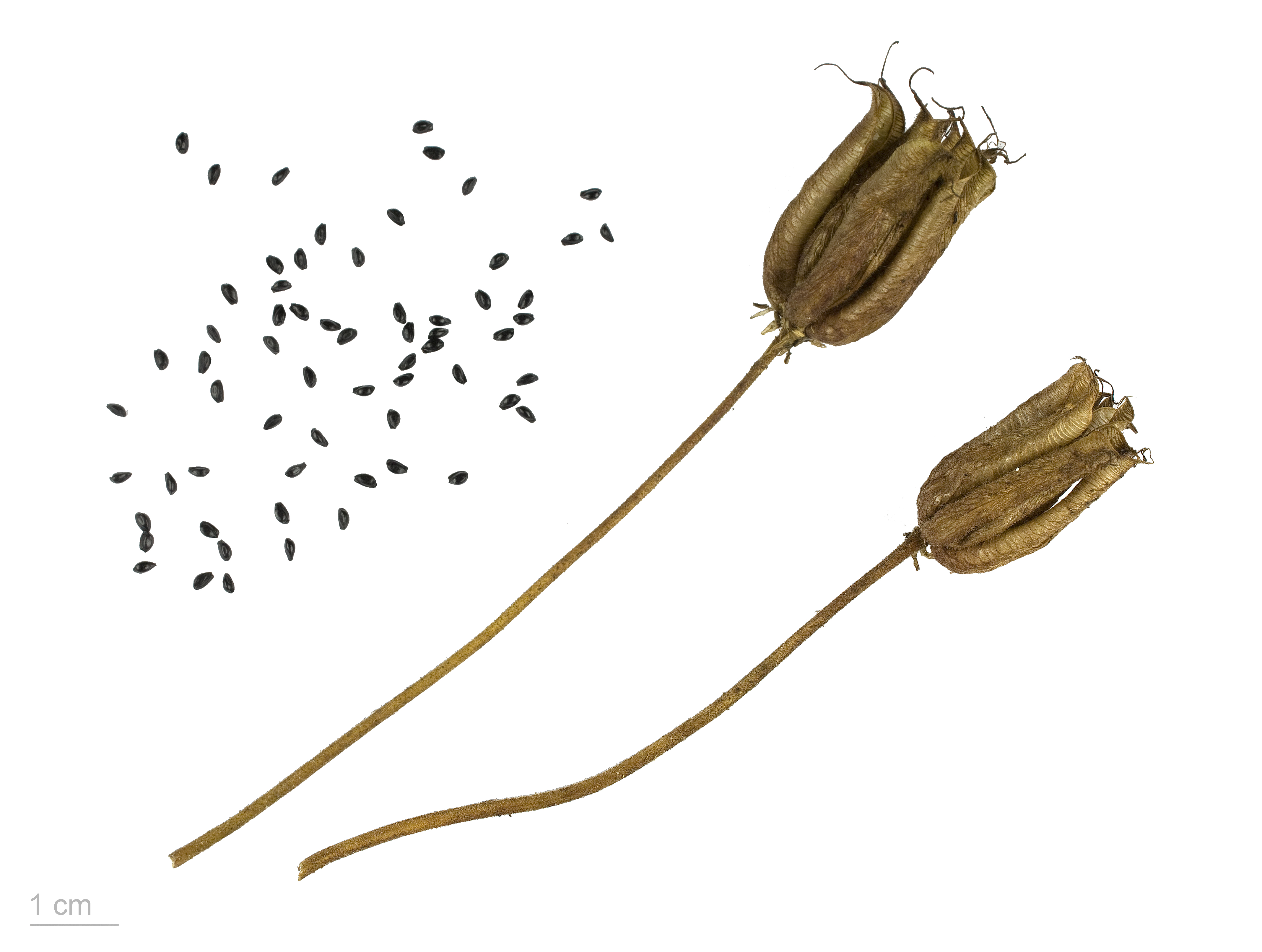
Owoce i nasiona – okaz muzealny

## Biologia i ekologia

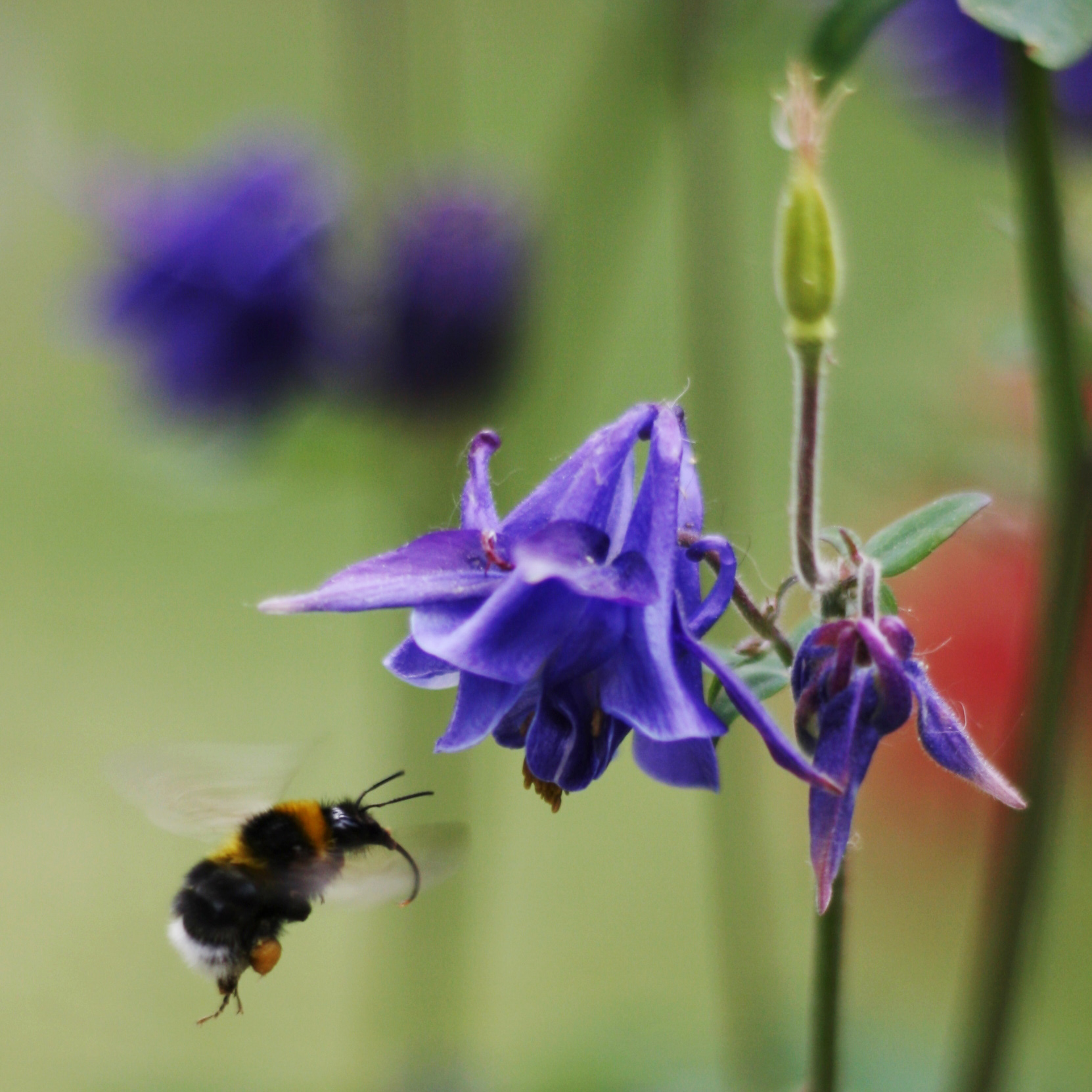
Trzmiel podczas zapylania kwiatu orlika pospolitego

Bylina, hemikryptofit. Kwitnie między majem a lipcem. Kwiaty zapylane są przeważnie przez trzmiele. Cała roślina jest lekko trująca. Przy doustnym spożyciu powoduje odurzenie, omdlenia, zwężenie źrenic, biegunkę i trudności w oddychaniu.
Siedliskiem są widne lasy liściaste i niezbyt wilgotne zarośla. Dobrze czuje się na glebach żyznych. Preferuje podłoże wapienne. Lubi stanowiska półcieniste lub słoneczne.

## Systematyka, zmienność i nomenklatura
Nazwa naukowa rodzaju pochodzi od łacińskiego słowa aquila – orzeł, ponieważ ostroga orlika przypomina szpon orła.
Gatunek wykazujący dużą zmienność, niektóre opracowania wyróżniają liczne podgatunki:
- Aquilegia vulgaris L. subsp. vulgaris – podgatunek typowy,
- Aquilegia vulgaris L. subsp. ballii (Litard. & Maire) Dobignard,
- Aquilegia vulgaris L. subsp. cossoniana (Maire & Sennen) Dobignard,
- Aquilegia vulgaris L. subsp. dichroa (Freyn) T. E. Díaz,
- Aquilegia vulgaris L. subsp. hispanica (Willk.) Heywood,
- Aquilegia vulgaris L. subsp. nevadensis (Boiss. & Reut.) T. E. Díaz,
- Aquilegia vulgaris L. subsp. paui (Font Quer) O. Bolòs & Vigo.

Wyhodowano szereg odmian uprawnych, m.in.:
- 'Black Barlow' – kwiaty pełne, zwisające, o bardzo ciemnej śliwkowej barwie, prawie czarnej. Roślina dorasta do 80 cm wysokości.
- 'Blue Barlow' – kwiaty pełne, zwisające, o barwie niebieskofioletowej. Roślina dorasta do 80 cm wysokości.
- 'Nivea' – kwiaty białe. Roślina dorasta do 80 cm wysokości.
- 'White Barlow' – kwiaty pełne, zwisające, o barwie białej. Roślina dorasta do 80 cm wysokości.
- 'William Guiness' – kwiaty dwubarwne (kielich blado bordowofioletowy, płatki korony białe z bordowofioletowymi ostrogami). Roślina dorasta do 75 cm wysokości.
- 'Winky Blue White' – kwiaty są niebieskie z białymi brzegami, osadzone na wyprostowanych szypułkach. Roślina dorasta do 45 cm wysokości.
- 'Winky Red White' – kwiaty są różowoczerwone z białymi brzegami, osadzone na wyprostowanych szypułkach. Roślina dorasta do 45 cm wysokości.

## Zagrożenia i ochrona
Od 2014 roku roślina jest objęta w Polsce częściową ochroną gatunkową. W latach 1957–2014 znajdowała się pod ochroną ścisłą. Z powodu swoich ładnych kwiatów bywa zrywany i przesadzany do ogródków przydomowych. Wiele jego stanowisk znajduje się w parkach narodowych, gdzie są dobrze chronione.

## Zastosowanie

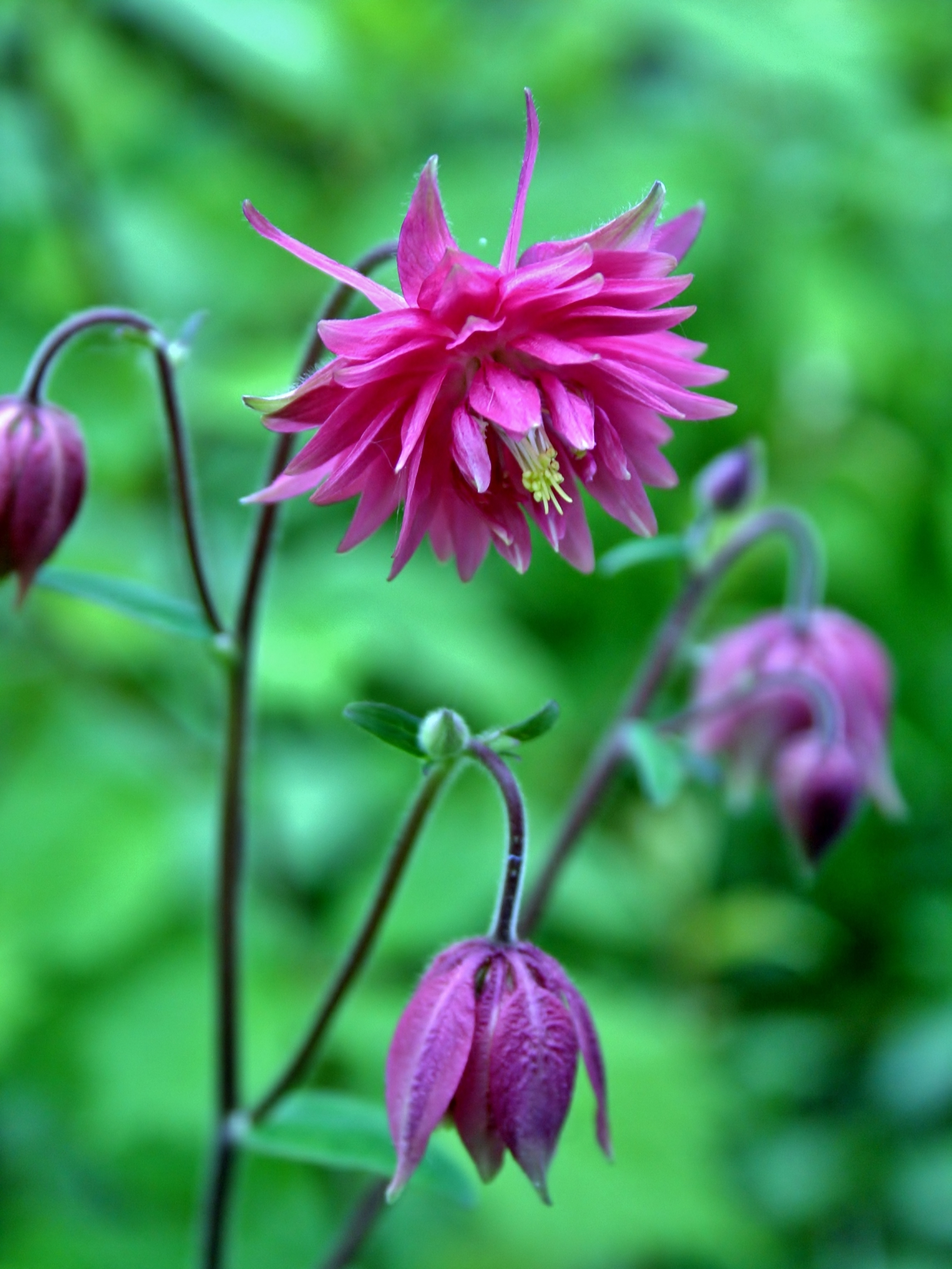
Odmiana 'Winky Red White Double' o pełnych kwiatach

- Roślina ozdobna – świetnie nadaje się na kwiat cięty czy bylinę rabatową. W ogrodach rzadko jednak uprawia się typową formę gatunku, zazwyczaj uprawiane są jego kultywary i mieszańce o kwiatach w kolorze białym, różowym, karmazynowym, purpurowym[13]
- Roślina lecznicza: Ziele orlika – Herba Aquilegiae zawiera alkaloidy (magnoflorynę) oraz kumarynę i glikozyd nitrylowy. Dawniej był wykorzystywany w lecznictwie ludowym, obecnie tylko w homeopatii.
- Orlik jest naturalnym repelentem – skutecznie odstrasza ślimaki od obgryzania roślin rosnących w jego sąsiedztwie.
- Kiedyś robiono z tej rośliny płyn ściągający.

## Uprawa
Uprawiany jest głównie ze względu na ładne kwiaty. Po przekwitnięciu staje się nieozdobny, dlatego też sadzi się go zazwyczaj w towarzystwie innych roślin. Jest łatwy w uprawie, całkowicie mrozoodporny. Najlepiej rośnie na lekkiej, przepuszczalnej i próchnicznej glebie i na stanowisku słonecznym. Rozmnaża się go przez podział kępy lub z nasion wysiewanych jesienią lub wiosną. W celu otrzymania osobników o tych samych cechach co odmiana, roślinę należy rozmnażać przez podział rozrośniętych kęp.

## Obecność w kulturze
Poczta Polska wyemitowała 14 czerwca 1967 r. znaczek pocztowy przedstawiający orlika pospolitego o nominale 60 gr, w serii Rośliny chronione. Autorem projektu znaczka był Andrzej Heidrich. Znaczek pozostawał w obiegu do 31 grudnia 1994 r.